# ТЕС Мараканау
ТЕС Мараканау — теплова електростанція на північному сході Бразилії у штаті Сеара.
У 2010 році на майданчику станції ввели в експлуатацію 8 генераторних установок на основі двигунів внутрішнього згоряння Wärtsilä 20V46F загальною потужністю 168 МВт.  
Як паливо станція споживає нафтопродукти.
Видача продукції відбувається по ЛЕП, розрахованій на роботу під напругою 69 кВ.